# Bachar el-Assad
Pour les articles homonymes, voir Assad et el-Assad.
Bachar el-Assad, également orthographié Bachar al-Assad (en arabe : بَشَّار ٱلْأَسَد / Baššār al-Asad), né le 11 septembre 1965 à Damas, est un homme d'État syrien, président de la République arabe syrienne du 17 juillet 2000 au 8 décembre 2024.
Il devient président le 17 juillet 2000, succédant à son père Hafez el-Assad et perpétuant sa dictature. En tant que président, Bachar el-Assad assume également le rôle de commandant en chef des forces armées arabes syriennes, un poste prévu par la constitution qui lui confère un contrôle direct sur l’armée et les services de renseignement. N’ayant aucune formation militaire professionnelle, il a été promu général de brigade peu avant son accession au pouvoir, notamment à la suite de la mort de son frère aîné Bassel el-Assad, héritier initial du régime et officier militaire expérimenté, décédé dans un accident en 1994. Cette promotion politique lui a permis de légitimer son autorité sur les forces armées, qui, avec les structures sécuritaires, constituent le socle principal de son pouvoir, particulièrement durant la guerre civile syrienne.
Il exerce également les fonctions de secrétaire régional du Parti socialiste Baas, un parti d’extrême gauche néo-baasiste qui mêle les idéologies du nationalisme arabe syrien laïc avec du socialisme. Il est également le président du Front national progressiste qui réunit le Parti Baas syrien, le Parti social nationaliste syrien, les Unionistes sociaux-démocrates et l'Union socialiste arabe. Sa position de secrétaire général du Parti Baas syrien fait également de lui le chef de facto de tous les partis baasistes pro-syriens.
Au début de sa présidence, il libéralise une partie de l'économie, passant du socialisme d'État au socialisme de marché, assouplit la laïcité, mais conserve toutefois le fort nationalisme syrien et les liens unissant la Syrie avec la république islamique d'Iran. De même, la République arabe syrienne devient un acteur clé de l'Axe de la résistance malgré ses différences idéologiques majeures avec l'Iran. Sur le plan confessionnel, des chrétiens et des sunnites obtiennent des postes clés dans l'armée et les ministères, rompant ainsi en partie avec le clanisme alaouite entrepris par son père.
En 2011, sa répression des manifestations du printemps arabe provoque le déclenchement de la guerre civile syrienne, aux conséquences internationales. Les interventions militaires de l'Iran et de la Russie lui permettent cependant de se maintenir au pouvoir. Pendant ce conflit, Bachar el-Assad est accusé de crimes de guerre et de crimes contre l'humanité par l'ONU en raison de bombardements ciblés contre les populations civiles, de l'utilisation d'armes chimiques et de la mort sous la torture ou par pendaison d'environ 100 000 opposants politiques.
Au début des années 2020, s'il a conservé ou repris le pouvoir dans la majeure partie du pays, et que le conflit armé est gelé, il demeure une figure très controversée, voire un paria pour une grande partie de la communauté internationale, en raison de la particulière gravité des exactions qui lui sont reprochées depuis le début du conflit.
Alors que ses alliés russes, iraniens et du Hezbollah sont affaiblis dans le contexte de l'invasion de l'Ukraine par la Russie, de la guerre à Gaza, et de la guerre Israël-Hezbollah, et que lui-même s'est aliéné une partie de l'Axe de la résistance, une offensive éclair lancée le 27 novembre 2024 par Hayat Tahrir al-Cham conduit à un soulèvement général, rejoint par les rebelles d'Al-Tanf et les cellules dormantes. Tandis que les troupes loyalistes battent en retraite, les insurgés prennent le contrôle de grandes villes comme Alep, Hama, Homs, Deir ez-Zor, Deraa et Soueïda. Les rebelles se rapprochant de Damas, Bachar el-Assad fuit par avion vers la Russie le 8 décembre 2024. Treize ans après le début de la guerre civile, le régime chute en moins de deux semaines après 54 années de règne de la famille el-Assad.

## Jeunesse et études

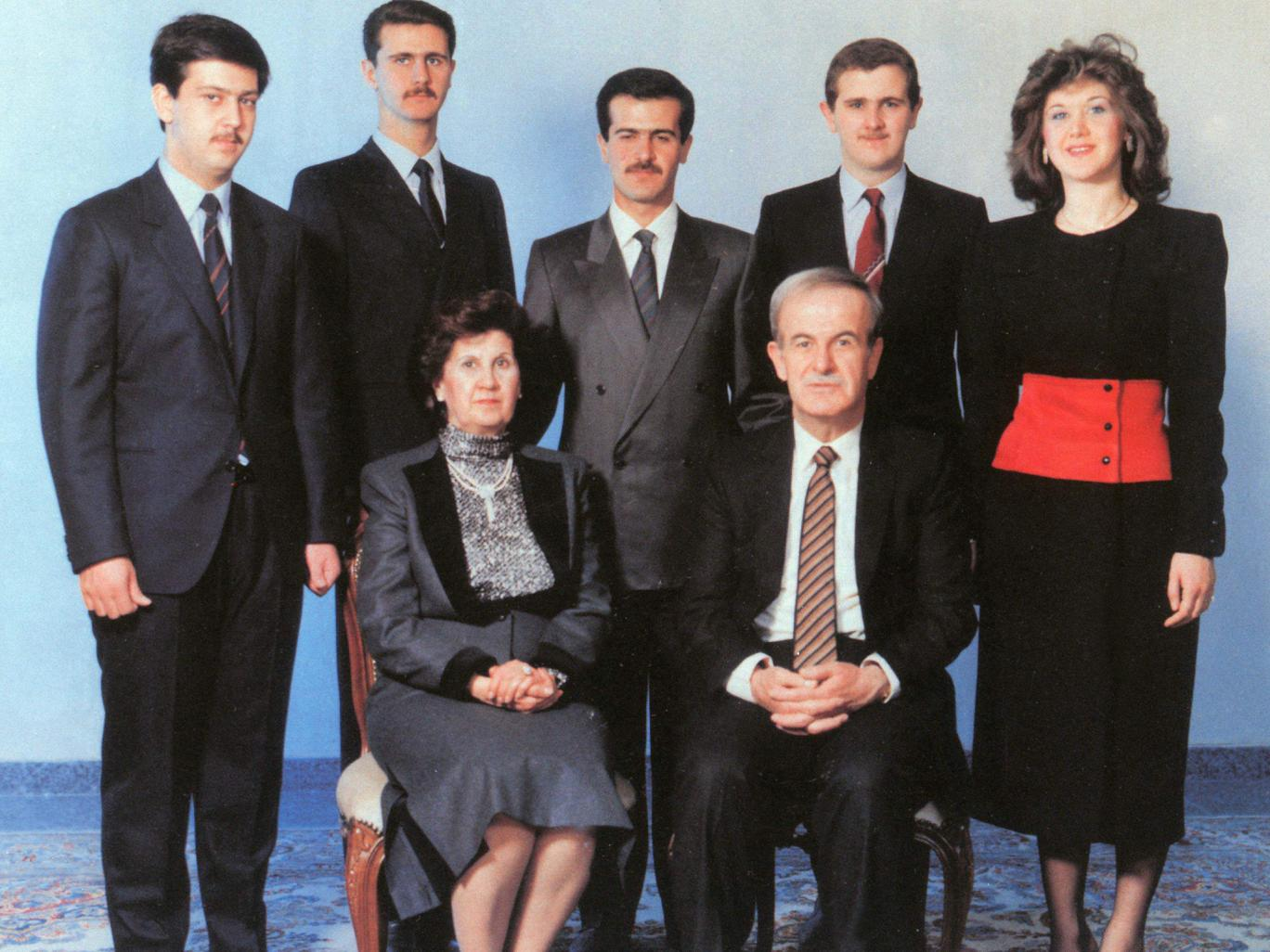
Bachar el-Assad en famille (1994).

Bachar el-Assad naît le 11 septembre 1965 à Damas. Il est issu de la communauté alaouite, un groupe ethnoreligieux adepte d'une branche hétérodoxe du chiisme duodécimain. Il est le deuxième fils de Hafez el-Assad, président de la République arabe syrienne, et d'Anissa Makhlouf. Bachar el-Assad parle d'une enfance « très normale » ; la famille vit dans une maison relativement modeste au nord de l'ancienne ville de Damas, jusqu'en 1973, lorsqu'elle déménage dans le quartier plus aisé de Malki. À l'âge de trois ans, il commence sa scolarité à Damas, à l'École laïque, un établissement jouissant d'une grande réputation nationale. Il apprend le français et l'anglais, respectivement ses deuxième et troisième langues.
Bachar el-Assad se décrit comme un élève « moyen », ses professeurs s'en souvenant comme « au-dessus de la moyenne » sans être excellent et plutôt timide. Il va d'ailleurs, en raison de ses notes insuffisantes, quitter la « Laïque » pour terminer ses deux années de secondaire à l'école Le Frère (un lycée français) où il obtient de meilleurs résultats. Des professeurs mentionnent le fait que Bachar el-Assad, dont le père devient président en 1971, ne profite jamais de son rang. Contrairement à d'autres enfants de familles importantes, il arrive à l'école sans service de sécurité et préfère participer aux voyages scolaires en autocar, plutôt qu'avec un chauffeur privé.
En septembre 1982, Bachar el-Assad est admis à l'université de Damas et obtient un diplôme en ophtalmologie en 1988. Il effectue quatre années d'internat à l'hôpital militaire Tichrine (ar), dans la banlieue de Damas. Afin de poursuivre sa spécialisation, il part à l'automne 1992 pour Londres après avoir passé des examens sélectifs (un candidat sur quatre reçu) ; il échoue lors d'une première tentative, mais réussit à la seconde. Il commence sa résidence au Western Eye Hospital, faisant partie du St Mary's Hospital, dans le quartier de Marylebone. Plus tard, il est accepté en tant qu'apprenti par le docteur Ed Schulenber au St Mary's Hospital. Ce dernier garde un bon souvenir de Bachar el-Assad qu'il qualifie de « gentil » et « sympathique ».
À Londres, Bachar el-Assad vit seul dans un appartement au sud de Hyde Park. Il y découvre la liberté d'accès à Internet et de manière plus générale la haute technologie. Il ne sort que très peu en raison de son travail et de ses études. Durant son séjour à Londres, il rencontre sa future épouse, Asma al-Akhras, une Britannico-Syrienne de confession sunnite qui travaille à la City pour JP Morgan.

## Carrière politique

### Débuts
Bachar el-Assad avait à l'origine un faible intérêt pour la politique. Hafez el-Assad avait préparé son fils aîné, Bassel, à prendre sa succession à la tête du régime. À la mort de son fils aîné dans un accident de voiture en 1994, Hafez el-Assad fait alors appel à son fils cadet. Il est contraint de revenir en Syrie où il entre à l'académie militaire de Homs.
Il est placé par son père à la tête de la Société informatique syrienne, où il participe à l'introduction d'Internet dans le pays, en 1998.
En 1999, il devient colonel, puis effectue des missions de confiance pour le gouvernement. Il s'est notamment rendu au Liban pour rencontrer le président Émile Lahoud et en France, en novembre 1999, où il est reçu en tête-à-tête par le président Jacques Chirac à l'Élysée.

### Président de la République

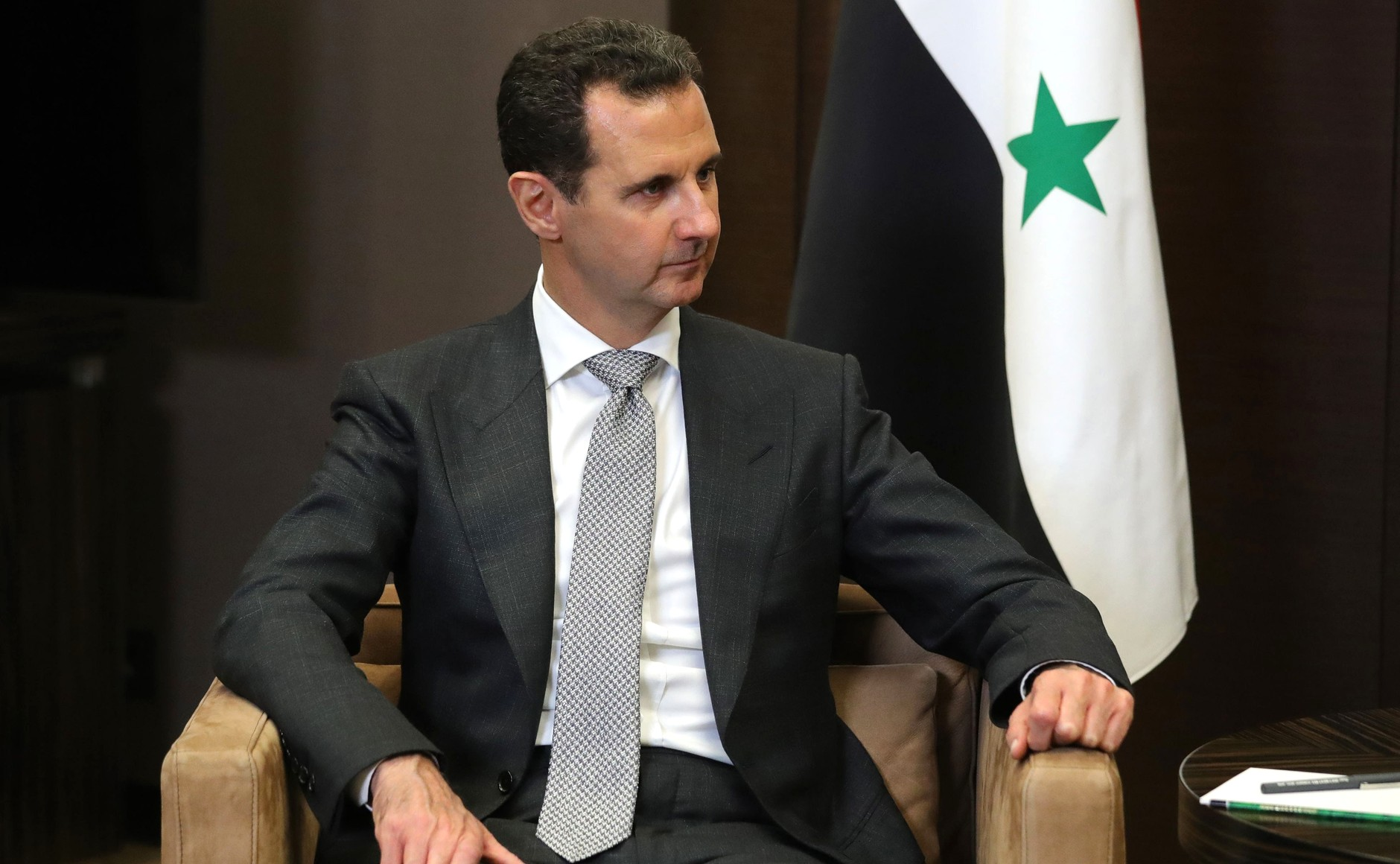
Bachar el-Assad en 2017.

#### Politique intérieure

Bachar el-Assad en 2004.

À la mort du président Hafez el-Assad, le Parlement amende la Constitution pour abaisser l'âge minimum pour la candidature à la présidentielle, qui passe de 40 à 34 ans. Bachar el-Assad est promu deux jours plus tard général en chef des forces armées syriennes par le vice-président Khaddam, qui assure alors l'intérim à la tête du pays. Le Parlement le propose comme président de la République le 25 juin 2000. Il promet de mettre en œuvre des réformes économiques et politiques en Syrie. Il est désigné président de la République par un référendum le 10 juillet 2000. Certains Syriens voient en lui un réformateur qui démocratiserait le pays.
À la suite de son élection, le régime se libéralise timidement, ce qu'on appelle généralement le « Printemps de Damas », qui dure de juillet 2000 à février 2001. Environ 600 des 1 400 prisonniers politiques du pays retrouvent la liberté, des forums regroupant des intellectuels parlant de la démocratisation de la Syrie et de la fin de l'état d'urgence en vigueur depuis 1963 voient le jour. Après huit mois, le « printemps de Damas » est brutalement arrêté sous la pression des plus anciens dignitaires du régime. Des opposants et militants des droits de l'homme sont arrêtés ,.

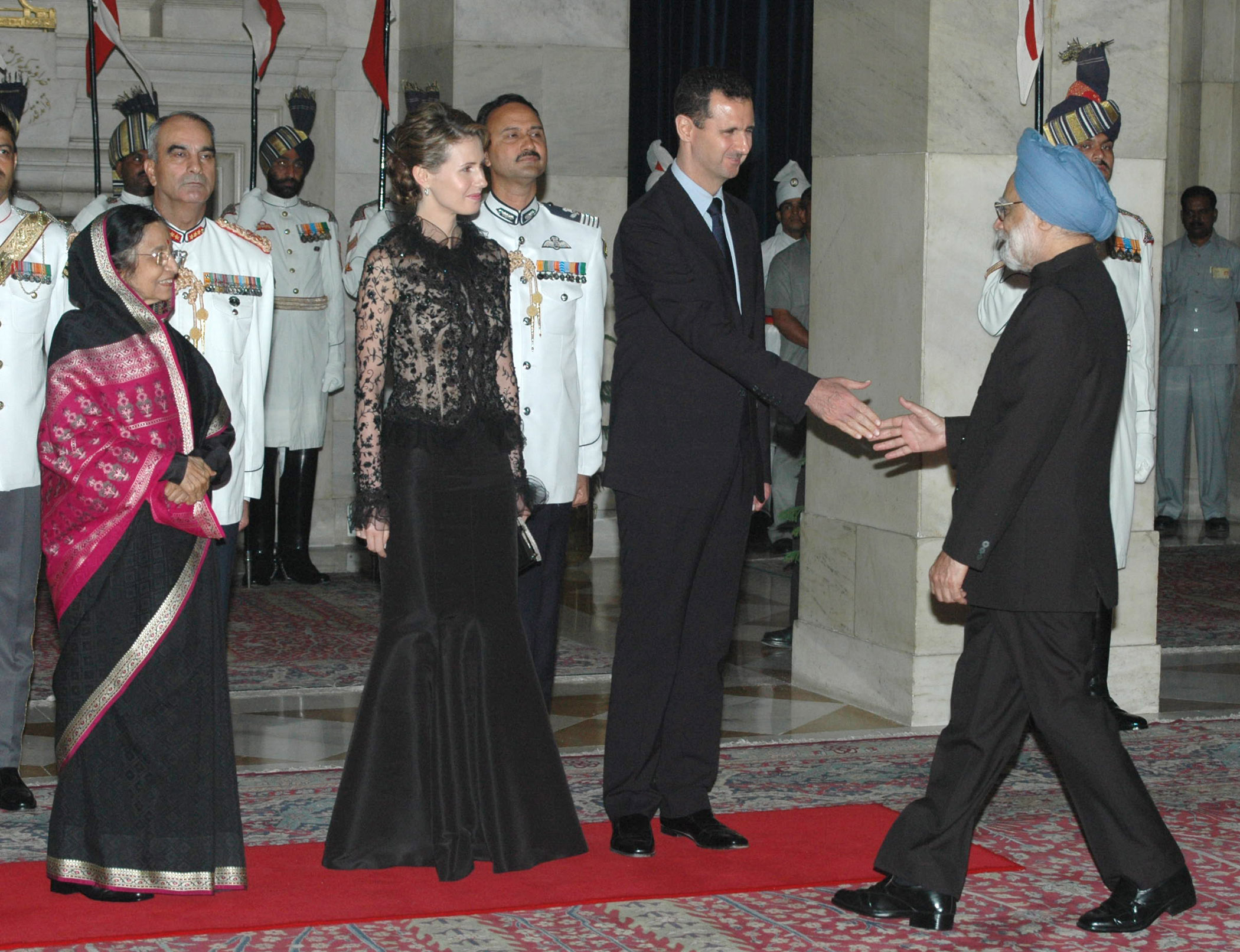
Bachar el-Assad avec Manmohan Singh (New Delhi, 18 juin 2008).

Il est parfois décrit comme un président devant composer avec les membres les plus radicaux du Parti Baas qui tiennent l'administration mise en place par son père et qui se placent toujours dans l'optique d'un conflit armé avec Israël pour reprendre le plateau du Golan qu'Israël occupe illégalement depuis la guerre des six jours. N'ayant pas la possibilité de contrôler le Baas, il le double et en moins de deux ans, parvient à écarter les trois quarts des responsables politiques, administratifs et militaires de l'ancien régime. Il réalise ainsi des réformes économiques, notamment en libéralisant le secteur bancaire, mais en conservant le principe d'un socialisme d'État. Il s'inspire du modèle chinois en proclamant « les réformes économiques passent avant les réformes politiques ». Conséquence de cette politique, le boom immobilier explose dans certains quartiers de Damas, douze banques privées sont créées. Ces réformes profitent en premier lieu aux milieux d'affaires de la grande bourgeoisie sunnite. Elles favorisent également la création d'une classe moyenne sunnite qui rallie les sympathisants du régime. Mais, la corruption, bien que condamnée dans les discours officiels, devient endémique.

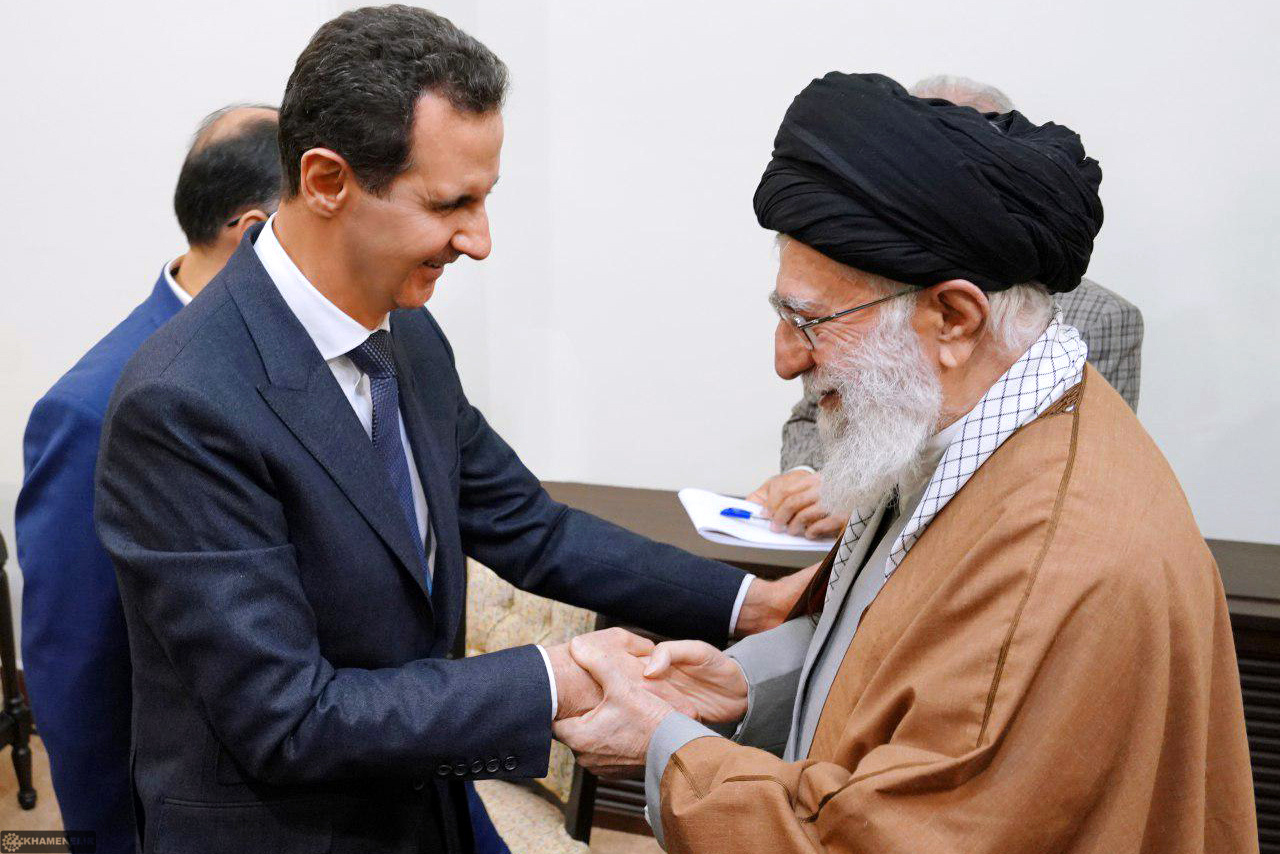
Bachar el-Assad avec Ali Khamenei (Téhéran, 25 février 2017).

Sur le plan politique et en dépit de cette période d'euphorie, l'État reste verrouillé. Avec l'arrivée au pouvoir d'Ariel Sharon en Israël et la montée des revendications antisyriennes au Liban, Bachar el-Assad durcit sa position. Sous la pression de la vieille garde du régime, en particulier Khaddam qui craint l'« algérisation » de la Syrie, il met fin à ce mouvement libéral en déclarant qu'il est des limites à ne pas franchir. Il fait arrêter des dizaines d'intellectuels qui avaient signé une déclaration avec les Frères musulmans[réf. souhaitée]. En 2003, il explique que les opposants avaient « mal compris » les promesses de son discours d'investiture. Les sanctions économiques mises en place par les États-Unis compliquent la situation. Pour l'écrivain et journaliste Michel Kilo : « Ce que le pouvoir avait en tête, c'était de changer l'atmosphère ambiante afin que les capitaux occidentaux viennent en Syrie pour mettre fin à l'actuelle crise sociale et économique. Les réformes ne visaient qu'à donner à la population la possibilité de mieux travailler, mieux vivre, tout en maintenant l'emprise du pouvoir sur elle ».
El-Assad est reconduit à la présidence de la République par 97,62 % des suffrages exprimés lors d'un référendum présidentiel organisé le 27 mai 2007.
Dans un entretien au Wall Street Journal, il explique, le 31 janvier 2011, son projet politique. Selon lui, pour ériger la démocratie, il faut changer la société. Il convient à la fois de développer le sens du dialogue, ce qu'il a entrepris au travers de la presse à partir de 2005, et de créer une classe moyenne, ce qu'il est parvenu à faire dans les grandes villes.

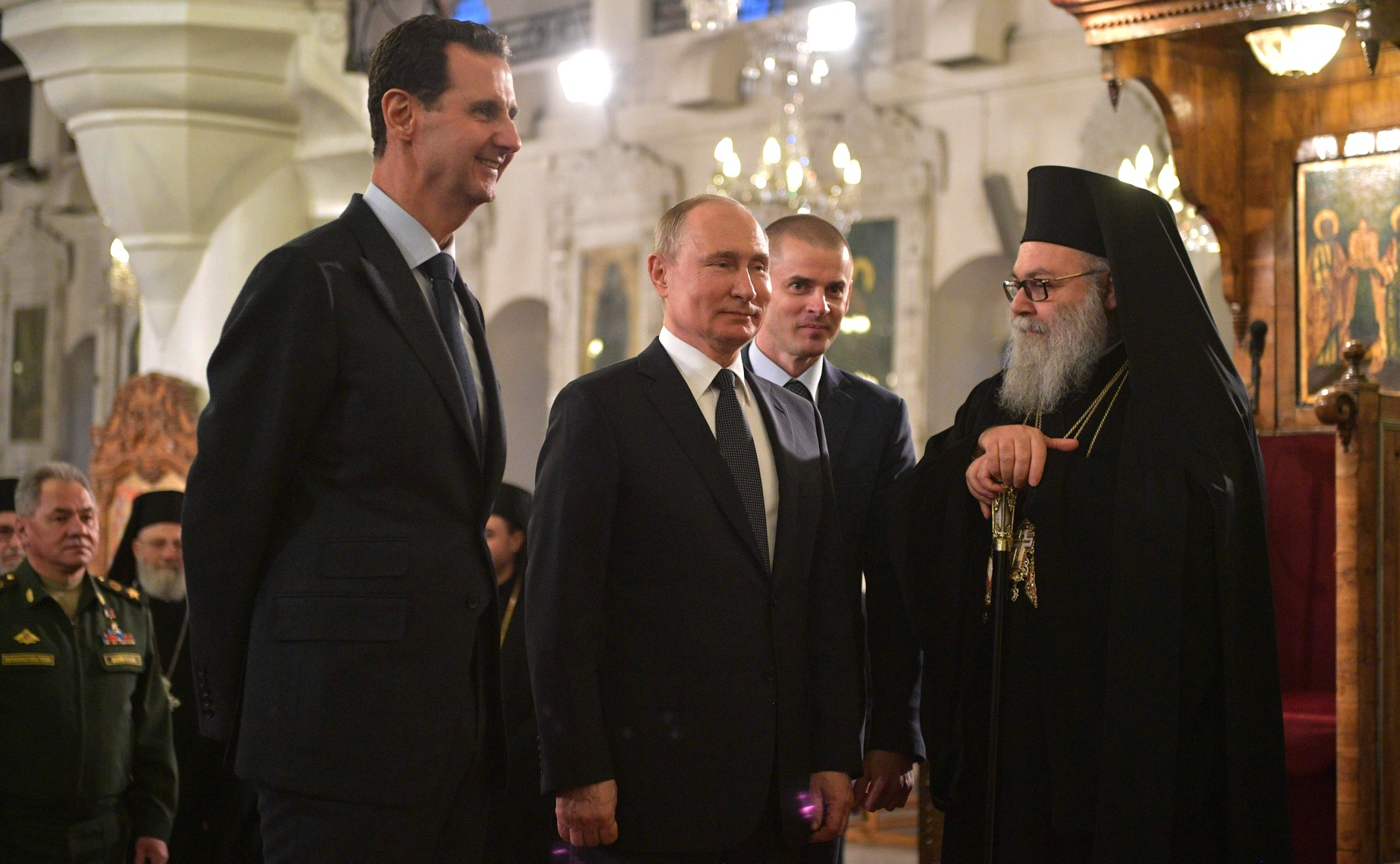
Bachar el-Assad avec Vladimir Poutine et Jean X d'Antioche (Damas, 7 janvier 2020).

Fin avril 2014, il annonce briguer un troisième mandat à l'élection présidentielle qui a lieu le 3 juin suivant. Bachar el-Assad remporte le scrutin avec 88,7 % des voix d'après le président du Parlement syrien. Cette élection, verrouillée, est qualifiée de mascarade,,. Il prête serment pour un troisième mandat le 16 juillet 2014.
Bachar el-Assad est candidat à l'élection présidentielle de 2021 pour un quatrième mandat consécutif. La tenue de cette élection est dénoncée comme illégitime par les opposants, organisations non gouvernementales (ONG) et plusieurs pays. Bachar el-Assad remporte le scrutin avec 95,1 % des voix d'après le président du Parlement syrien. Il prête serment pour un quatrième septennat le 17 juillet 2021.

#### Politique étrangère

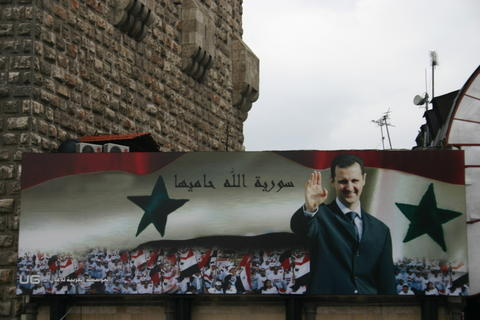
Affiche avec le portrait du président Assad, avec l'inscription Que Dieu protège la Syrie (2006).

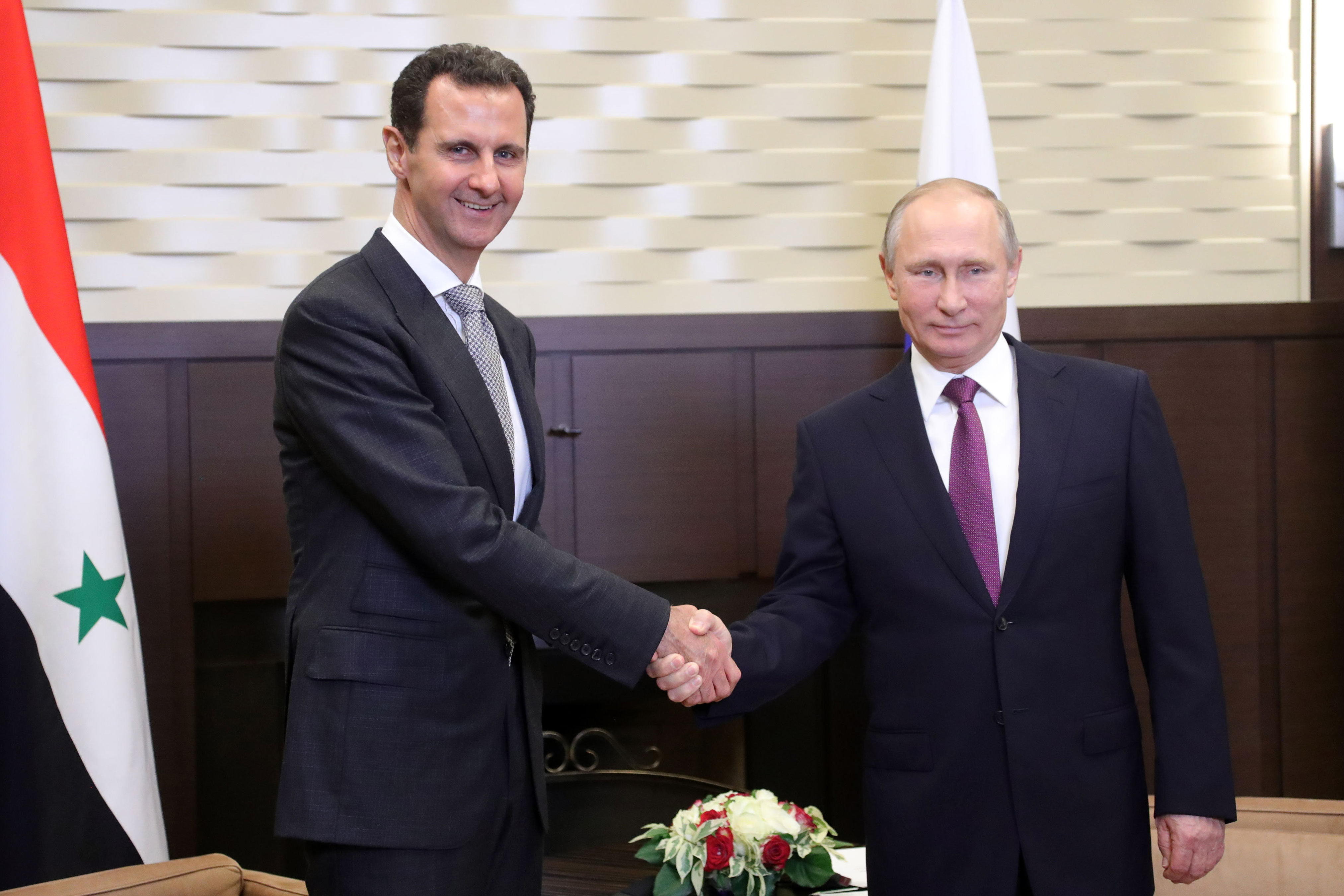
Bachar el-Assad et Vladimir Poutine (2017).

En dépit du cessez-le-feu qu'entretient la Syrie avec Israël, le président Assad a demandé la reprise des négociations de paix pour la restitution du plateau du Golan, occupé par Israël depuis 1967. Les États-Unis et Israël lui reprochent par ailleurs de soutenir activement des groupes armés comme le Hezbollah, le Hamas et le Djihad islamique palestinien[réf. nécessaire].
Il collabore néanmoins dès octobre 2001 avec la CIA dans les enquêtes concernant Al-Qaïda, mais l'invasion de l'Irak par l'armée américaine en 2003 marque un tournant. Avec Jacques Chirac, Assad s'oppose à la guerre d'Irak, en utilisant le siège de la Syrie au Conseil de sécurité de l'ONU en dépit de l'animosité qui existait alors entre les régimes syrien et irakien. De nombreux djihadistes se rendant en Irak passent par la Syrie.
En 2005, il est accusé par les États-Unis et la France d'avoir commandité, avec le président libanais Émile Lahoud, l'assassinat de l'ancien Premier ministre libanais Rafiq Hariri, ce qui n'a pas pu être prouvé à ce jour. Un tribunal spécial est créé par le secrétaire général de l'ONU pour enquêter sur cet assassinat. D'énormes manifestations eurent lieu au Liban et Bachar el-Assad dut annoncer le retrait des troupes syriennes du pays. Il maintient néanmoins son contrôle du Liban par l'intermédiaire du Hezbollah.
Dans le monde arabe, Bachar el-Assad reprend de bonnes relations avec l'OLP et essaye d'en établir avec des États arabes conservateurs (du Golfe), tout en se tenant garant de l'agenda nationaliste arabe de la Syrie. Il entretient alors également d'excellentes relations avec la Turquie d'Erdoğan qui le surnomme « mon petit frère », avec l'Arabie saoudite et le Qatar dont les aides se déversent sur la Syrie.
Partisan du projet de Nicolas Sarkozy visant à instituer une Union pour la Méditerranée, Bachar el-Assad devient alors un partenaire indispensable à la réussite du projet. Sur l'insistance de l'émir du Qatar, il participe au sommet des 13-14 juillet 2008 à Paris et est invité au défilé militaire du 14 Juillet aux côtés des autres chefs d'État signataires de l'accord. Sa présence à la tribune officielle provoque une controverse en France.
En 2022, lors de l'invasion de l'Ukraine par la Russie, il soutient le président russe Vladimir Poutine, affirmant que cette intervention militaire est « une correction de l'Histoire ».
En 2022, Assad visite les Émirats arabes unis pour la normalisation des relations débutée en 2011. Il rencontre des chefs émirati influents tels que Mohammed ben Zayed Al Nahyane, Mohammed ben Rachid Al Maktoum et Mansour Ben Zayed Al Nahyane. Il vole sur un avion exploité par Royal Jet, compagnie aérienne de luxe d'Abou-Dabi, piloté par Cheikh Tahnoun ben Zayed Al Nahyane, conseiller en sécurité nationale et initiateur de l'approche de normalisation Syrie-Émirats arabes unis. Par ailleurs, pendant plusieurs années, Tahnoun Ben Zayed Al-Nahyane a placé environ 200 000 $ dans les comptes bancaires de la nièce d'Assad, Aniseh Shawkat. En 2019, les autorités britanniques ont saisi certains de ces comptes bancaires, argüant que des centaines de milliers de dollars sur des comptes de Aniseh ont aidé le régime syrien à échapper aux sanctions de l'Union européenne.

#### Guerre civile
À partir de mars 2011, le régime baassiste fait face à une vague de contestation populaire, sociale et politique sans précédent. Elle s'inscrit dans le contexte de protestation dans certains pays arabes baptisé « Printemps arabe ». Comme en Tunisie ou encore en Égypte, les manifestants demandent davantage de libertés, la fin de l'état d'urgence, voire le départ de leur dirigeant. À partir du vendredi 18 mars 2011, des manifestations de plusieurs milliers de personnes ont lieu à Damas, Homs, Banias et surtout à Deraa, après qu'un cousin de Bachar el-Assad, Atef Najib, chargé de la sécurité, a fait torturer une dizaine d'enfants pour un graffiti hostile au régime.
Selon Frédéric Pichon et Fabrice Balanche, c'est avant tout la Syrie périphérique des bourgs ruraux et des campagnes, qui n'a pas bénéficié des changements économiques, qui se soulève,. Plusieurs bâtiments symboliques du pouvoir (siège du Parti Baas, tribunaux) sont incendiés à Tafas, près de Deraa,. Bachar el-Assad et ses collaborateurs ordonnent la répression de ces manifestations, faisant des centaines de morts et des milliers de blessés, des centaines de manifestants sont arrêtés. À partir du 25 mars, malgré la répression et des concessions du gouvernement, le mouvement s'étend aux principales villes du pays. Des manifestations de soutien au gouvernement sont également organisées en réponse. La mort d'Hamza al-Khatib, arrêté lors d'une manifestation à Deraa, à l'âge de 13 ans, et sa dépouille, rendue à sa famille avec de multiples marques de torture et d'os brisés, provoque une vive réaction contre Bachar el-Assad et son régime dans tout le pays.
Dès mars 2011, Bachar el-Assad crée une cellule centrale de gestion de crise pour discuter des stratégies à mettre en œuvre pour écraser la contestation,, tout en niant son caractère général et révolutionnaire, affirmant être victime d'un complot international. Le Times et le Sunday Times feront plus tard état de documents indiquant que le président syrien aurait alors personnellement donné l'ordre de faire torturer et exécuter les opposants,, manifestants pacifiques accusés d'être des terroristes par la propagande du régime.
Les manifestations sont réprimées dans le sang (au moins 5 000 morts et 14 000 arrestations pour l'ensemble de l'année 2011 selon l'ONU) et le mouvement contestataire se transforme en révolution armée. Les déserteurs de l'armée refusant de participer à la répression sur les civils rejoignent l'armée syrienne libre, qui s'organise pour sécuriser les manifestants de la répression des services de renseignement et chabihas, puis pour occuper des secteurs. Ces quartiers des villes rebelles sont pilonnés à l'arme lourde (obusiers, mortiers) et bombardés par des avions de chasse et des hélicoptères. En juillet 2012, le comité international de la Croix-Rouge et le Croissant-Rouge déclarent officiellement la Syrie en état de guerre civile. En décembre 2014, d'après l'Observatoire syrien des droits de l'Homme, principale source d'information de la presse occidentale, on comptabiliserait 200 000 morts (civils, rebelles en armes et soldats confondus) et 3 millions de réfugiés à l'étranger, principalement en Turquie et au Liban où ils représentent alors près d'un tiers de la population.

Mosaïque représentant Bachar El-Assad à Chahba en 2003.

Bachar el-Assad nie avoir donné l'ordre de massacrer les manifestants pacifistes au début du soulèvement. Il nie même l'existence de massacre : « Aucun gouvernement dans le monde ne tue son propre peuple, à moins d'être mené par un fou ». Des ordres portant sa signature sont pourtant retrouvés et transmis à la justice. Il nie aussi l'utilisation d'armes chimiques, et notamment de sarin, entre autres le 21 août 2013 à Mouadamiyat al-Cham et dans la Ghouta orientale, deux régions contrôlées par les rebelles à l'ouest et à l'est de Damas. Il bénéficie lui-même du soutien diplomatique, économique et militaire de l'Iran et de la Russie. En novembre 2023, le tribunal judiciaire de Paris émet un mandat d'arrêt international contre Bachar el-Assad (ainsi que Maher al-Assad, Ghassan Abbas et Bassam al-Hassan), accusé de complicité de crimes contre l'humanité pour ces attaques chimiques.
En 2015, l'armée syrienne subit une succession de défaites : les rebelles s'emparent d'Idleb en mars, puis de Jisr al-Choghour en avril, tandis que l'État islamique prend Palmyre en mai. En septembre 2015, la Russie intervient militairement en Syrie, tandis que l'Iran renforce le déploiement des milices chiites venues d'Irak, du Liban et d'Afghanistan, ce qui permet de renverser la balance en faveur des troupes loyalistes à la fin de l'année. Cependant, Bachar el-Assad devient totalement dépendant du soutien de la Russie et de l'Iran. Selon Benjamin Barthe, journaliste pour Le Monde : « Jamais le régime syrien n’a paru aussi confiant depuis le début de la révolte en 2011. Et jamais l’Etat syrien n’a semblé aussi inexistant. Généraux à l’ego boursouflé, milices loyalistes semi-mafieuses, militaires russes et iraniens omniprésents : en plus des rebelles, le président doit composer avec des alliés envahissants, qui ne cessent d’empiéter sur ses attributions. Le roi Bachar trône sans rival, mais ce roi est de moins en moins vêtu ».
Le 11 février 2016, Bachar el-Assad affirme à l'AFP son intention de reconquérir tout le pays, quitte à mener de « longs combats » : « Que nous soyons capables de le faire ou non, c'est un but que nous chercherons à atteindre sans hésitation »,,,. Cependant, ces objectifs ne sont pas totalement en phase avec ceux de la Russie qui réagit quelques jours plus tard : le 19 février 2016, Vitali Tchourkine, ambassadeur de la Russie aux Nations unies, estime que les déclarations du président syrien « dissonent avec les efforts diplomatiques entrepris par la Russie » afin de mettre fin aux hostilités en Syrie et instaurer un cessez-le-feu ; il affirme que si le régime syrien considère qu'un « cessez-le-feu n'est pas nécessaire et qu'il faut se battre jusqu'à la victoire, ce conflit va durer encore très longtemps et imaginer cela fait peur »,. Mais la ligne du régime ne bouge pas. Dans une interview accordée au quotidien croate Večernji list et publié le 6 avril 2017, Bachar el-Assad renchérit : « Il n'y a pas d'autre choix que la victoire »,,.

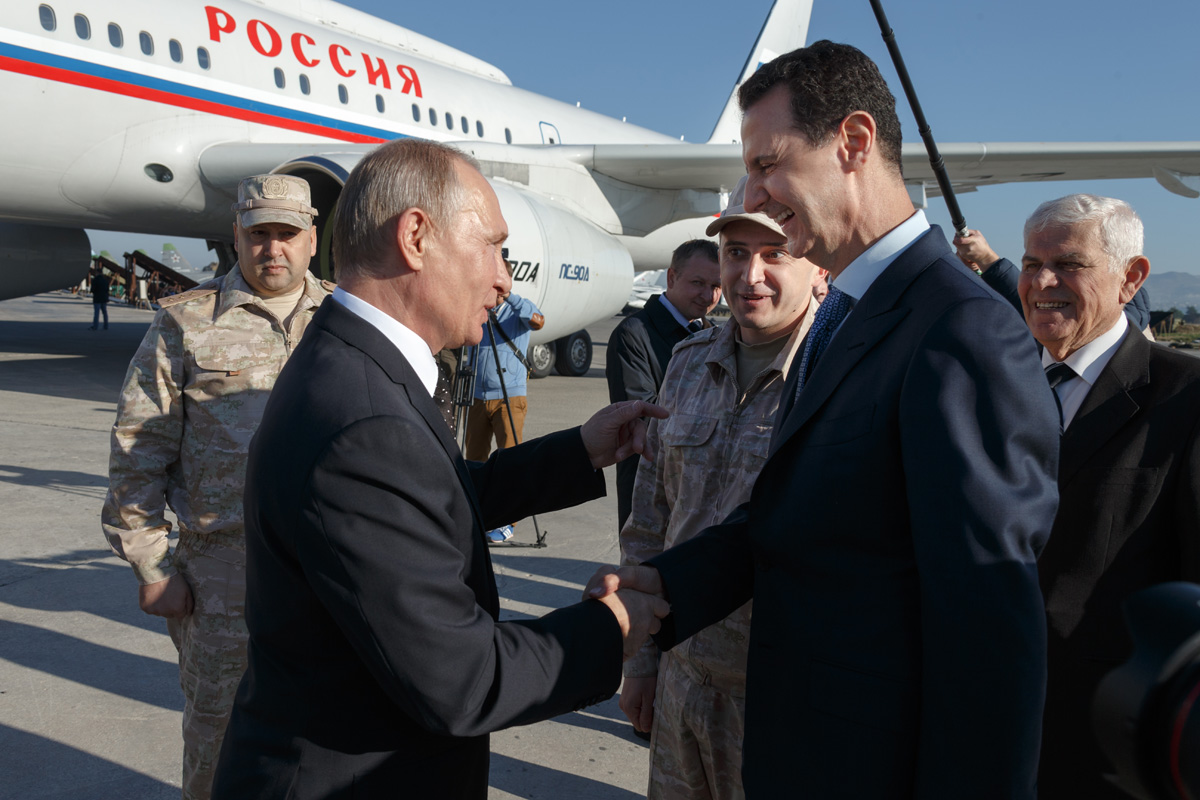
Bachar el-Assad avec Vladimir Poutine et Sergueï Sourovikine (base aérienne de Hmeimim, 11 décembre 2017).

Au cours de la guerre civile syrienne, il est accusé de crimes de guerre et de crimes contre l'humanité par l'ONU,, et d'avoir utilisé à plusieurs reprises des gaz et du sarin pour perpétrer des attaques chimiques,. L'ONG Amnesty International estime quant à elle que 300 détenus meurent par mois en moyenne dans les prisons du régime depuis le début de la guerre civile, et la quasi-totalité des prisonniers est torturée. Les violences sexuelles et les viols sont également très courant. Le 7 mars 2023, Bachar el-Assad, ainsi que plusieurs hauts gradés de la Garde républicaine syrienne, sont placés sous sanctions par l'Union européenne pour « l'approche systématique du régime syrien consistant à recourir à des violences sexuelles et sexistes pour réprimer et intimider la population syrienne, en particulier les femmes et les filles ». Amnesty International décrit les actions du gouvernement syrien au cours de la guerre comme des tueries de civils. En janvier 2014, trois anciens procureurs internationaux publient un rapport dans lequel le chiffre apparaît beaucoup plus élevé : ils affirment que 11 000 prisonniers ont été exécutés ou torturés à mort dans les prisons sous le contrôle de l'administration syrienne. Le rapport se base sur 55 000 photos numériques, dont 27 000 sont authentifiées par l'ONU et des ONG. Quelques-unes rendues publiques,,. Le 8 février 2016, les enquêteurs du Conseil des droits de l'Homme des Nations unies affirment que ces exactions sont le résultat d'une « politique d'État » et accusent le régime syrien de mener une « extermination » des détenus. Le chef de la commission, Paulo Pinheiro (en), déclare : « Le caractère massif des morts de détenus suggère que le gouvernement syrien est responsable d’actes qui relèvent de l’extermination et sont assimilables à un crime contre l’humanité ». Selon le politologue Ziad Majed : « Du temps de Hafez el-Assad, le régime tolérait les morts sous la torture, mais il ne fallait pas dépasser un certain seuil: les matons devaient savoir que seul lui détenait l'autorité absolue. Aujourd'hui, les enquêtes comme celles d'Amnesty montrent qu'il n'y a plus de limites ».
Dans un nouveau rapport publié le 7 février 2017, Amnesty International déclare qu'au moins 13 000 opposants au régime syrien ont été pendus dans la prison de Saidnaya entre septembre 2011 et décembre 2015. Mais l'auteure du rapport, Nicolette Waldman, déclare : « il n'y a aucune raison de penser que les pendaisons se sont arrêtées. Nous pensons que ces exécutions se poursuivent encore aujourd'hui et que des milliers de personnes ont été tuées ». Nicolette Waldman précisé également que : « La sentence est approuvée par le ministre de la Défense, dont la signature est mandatée par le président Assad. Il est impossible que les hauts responsables et les hauts gradés du régime ne soient pas au courant. Il s’agit d’une politique d’extermination ».
En 2022, l'Observatoire syrien des droits de l'homme (OSDH) estime à plus de 100 000 le nombre de personnes ayant péri dans les prisons du régime syrien, notamment sous la torture,. En 2023, l'ONU rapporte également que 100 000 Syriens sont portés disparus « victimes de disparition forcée, d'enlèvement, de torture ou de détention arbitraire ».
Plusieurs enquêtes pour crimes de guerre et crimes contre l'humanité visant Bachar el-Assad et des membres du régime sont lancées au niveau international et au niveau national dans des pays d’Europe ayant recueilli les témoignages de réfugiés syriens, notamment d'anciens prisonniers et anciens dignitaires du régime,,,,, ou encore des proches de victimes. En France, une plainte est en cours concernant la disparition forcée et la mort en détention dans les prisons du régime de Bachar el-Assad de deux civils franco-syriens, un père et son fils, respectivement employé et étudiant au lycée français de Damas. Une information judiciaire a été ouverte[Où ?] en octobre 2016 pour « disparitions forcées et tortures, constitutives de crimes contre l'humanité, et complicité de crimes ».
Avant sa chute, Assad s'aliènent des membres de l'Axe de la résistance, en 2023, après avoir expulsé la représentation diplomatique des Houthis pour la remplacer par l'ambassade saoudienne. Il aurait également refusé une proposition de reconquérir le plateau du Golan de la part du Hezbollah et soutenu les revendications territoriales des Emirats arabes unis en 2024 par rapport à l'Iran.
Au cours de l'offensive rebelle de 2024 en Syrie à partir du 27 novembre 2024, les rebelles syriens prennent l'essentiel du pays. Ils entrent sans résistance à Damas dans la nuit du 7 au 8 décembre 2024, alors que Bachar el-Assad a quitté la capitale,,. Selon l'Observatoire syrien des droits de l'homme, Assad a fui en famille vers 1h du matin, un membre du régime affirme pour sa part que le contact a été rompu avec lui vers 22h30. Dans la même nuit, Hayat Tahrir al-Cham confirme la chute d'Assad, tandis que le Premier ministre Mohammad Ghazi al-Jalali annonce qu'il transmettra le pouvoir aux nouveaux dirigeants,. Dans les heures qui suivent, la population pille le palais présidentiel et la résidence d'Assad.
Le 8 décembre 2024 en soirée, l'agence de presse russe Interfax annonce que « le président syrien Assad est arrivé à Moscou. La Russie leur a accordé [à lui et à sa famille] l’asile pour des raisons humanitaires », ce que confirme l'agence d'État Tass. Le ministère des Affaires étrangères russe annonce sa démission.
Après sa chute, plusieurs membres clés de l'Axe de la résistance ont critiqué Assad, les Houthis mentionnant l'expulsion de leur mission diplomatique en 2023 en échange de la réouverture de celle de l'Arabie saoudite, tandis qu'une chaîne d'information associée au groupe armé chiite irakien Asaib Ahl al-Haq a publié un reportage dans lequel Assad était présenté aux côtés d'autres membres du « parti criminel Baas », dont l'ancien dirigeant irakien Saddam Hussein et Michel Aflaq.
Entre le 6 et le 8 décembre 2024, un jet Embracer Legacy 600 (C5-Sky) a effectué quatre vols consécutifs pour transporter discrètement de l’argent liquide, des objets de valeur et des documents confidentiels appartenant à Bachar el-Assad vers les Émirats arabes unis. Son conseiller économique, Yasar Ibrahim, a loué l'appareil à son propriétaire libanais, Mohammed Wehbe, afin d’acheminer de l’argent, des documents, des ordinateurs portables et des disques durs contenant des données de renseignement sensibles. Le 6 décembre, deux vols ont été réalisés entre l’aéroport international de Damas et l’aéroport Al Bateen d’Abou Dhabi ainsi que Dubaï, transportant la famille Assad, du personnel du palais présidentiel, de l'argent liquide et des biens précieux. Le 7 décembre, un vol chargé d'argent, de disques durs et d'appareils électroniques a décollé à destination d’Al Bateen. Le dernier vol a décollé de la base aérienne russe de Hmeimim à Lattaquié à destination d'Abou Dabi le 8 décembre, avec à son bord Ahmed Khalil Khalil, proche collaborateur d'Ibrahim.

## Soutien et opposition

### Soutien local
Au centre de la base de soutien du régime se trouvent les loyalistes baasistes qui dominent la politique syrienne, les syndicats, les organisations de jeunesse, les syndicats étudiants, la bureaucratie et les forces armées. Les institutions du parti Baas et ses activités politiques constituent les "piliers vitaux de la survie du régime". Les réseaux familiaux d'hommes politiques du Front national progressiste (NPF) dirigé par le parti Baas et d'hommes d'affaires fidèles à la famille Assad constituent un autre pôle de soutien. La liste électorale est supervisée par la direction du parti Baas qui expulse les candidats jugés non "suffisamment loyaux". Il a été signalé à divers stades de la guerre civile syrienne que des minorités religieuses telles que les alaouites, les druzes et les chrétiens de Syrie favorisent le gouvernement d'Assad en raison de sa laïcité,,, les chrétiens arabes sont majoritairement loyalistes, à l'instar des milices pro-gouvernementales formant les Gardiens de l'aube ainsi qu'une partie des chrétiens assyriens comme les Sootoro, tandis qu'une opposition existe parmi les chrétiens assyriens qui ont affirmé que le gouvernement d'Assad cherche à les utiliser comme des "marionnettes" et à nier leur appartenance ethnique distincte, qui n'est pas arabe.

### Soutien international
En Occident, au cours du conflit syrien, Bachar el-Assad reçoit un soutien particulièrement fort des mouvements politiques d'extrême droite, mais aussi d'une partie de ceux de droite et d'extrême gauche,,,,,,. Les motivations de ces soutiens sont diverses : certains groupes revendiquent un anti-impérialisme, d'autres une lutte contre le sionisme, contre l'islamisme ou le terrorisme islamiste,.
Parmi la gauche internationale, il existe également un soutien au régime syrien, mais il n'est pas massif,. Le gouvernement Assad a été accusé de manipuler cyniquement l'identité sectaire et l'anti-impérialisme pour poursuivre ses activités.
Le groupe militant marxiste-léniniste palestinien Front populaire de libération de la Palestine (FPLP) a soutenu Bachar el-Assad pendant la guerre civile syrienne.

### Opposition locale

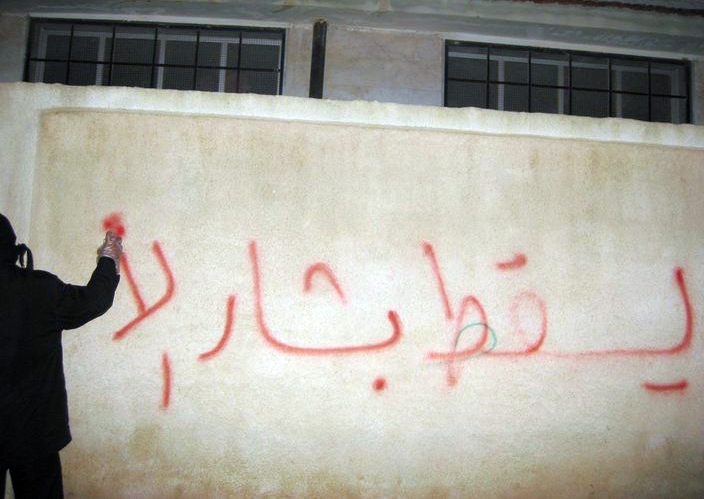
Opposant écrivant À bas Bachar el-Assad sur un mur (2011).

En juillet 2015, un sondage commandé par la BBC est mené en Syrie par l'institut international ORB sur un échantillon de 1 365 personnes, dont 674 en zone contrôlée par le gouvernement syrien, 430 en zone contrôlée par les rebelles, 170 en zone contrôlée par l’État islamique et 90 en zone contrôlée par les Kurdes. Les résultats sont cependant à prendre avec précaution, les sondés ayant pu orienter leurs réponses par craintes de représailles. À la question : « Que pensez-vous de l'influence de cet acteur (Bachar el-Assad) sur la guerre en Syrie ? » les réponses sont :
| En zone contrôlée par | Complètement positive | Plutôt positive | Plutôt négative | Complètement négative | Ne sait pas |
| --------------------- | --------------------- | --------------- | --------------- | --------------------- | ----------- |
| Gouvernement syrien   | 45 %                  | 28 %            | 15 %            | 8 %                   | 4 %         |
| Les rebelles          | 8 %                   | 12 %            | 20 %            | 59 %                  | 1 %         |
| l'État islamique      | 7 %                   | 18 %            | 31 %            | 41 %                  | 3 %         |
| Les Kurdes            | 9 %                   | 17 %            | 33 %            | 39 %                  | 2 %         |
| Ensemble de la Syrie  | 26 %                  | 21 %            | 19 %            | 30 %                  | 4 %         |

En septembre et octobre 2015, un sondage est mené en Allemagne par l'association « Adopt a Revolution » auprès de 900 réfugiés syriens, 69,5 % estiment que Bachar el-Assad porte la responsabilité des luttes armées, 51,5 % déclarent qu'ils rentreraient en Syrie s'il n'était plus au pouvoir, 5,8 % réclament un soutien de l'Europe et de la communauté internationale au régime syrien.
Selon un sondage effectué en 2016 au Liban par le journal américain Foreign Affairs auprès de 2 000 réfugiés syriens : 52,7 % d'entre-eux soutiennent l'opposition — dont 24 % favorables aux nationalistes et aux modérés, 19,1 % favorables aux djihadistes étrangers et 9,7 % favorables aux islamistes locaux — 39,4 % soutiennent le gouvernement syrien, et 8 % personne.

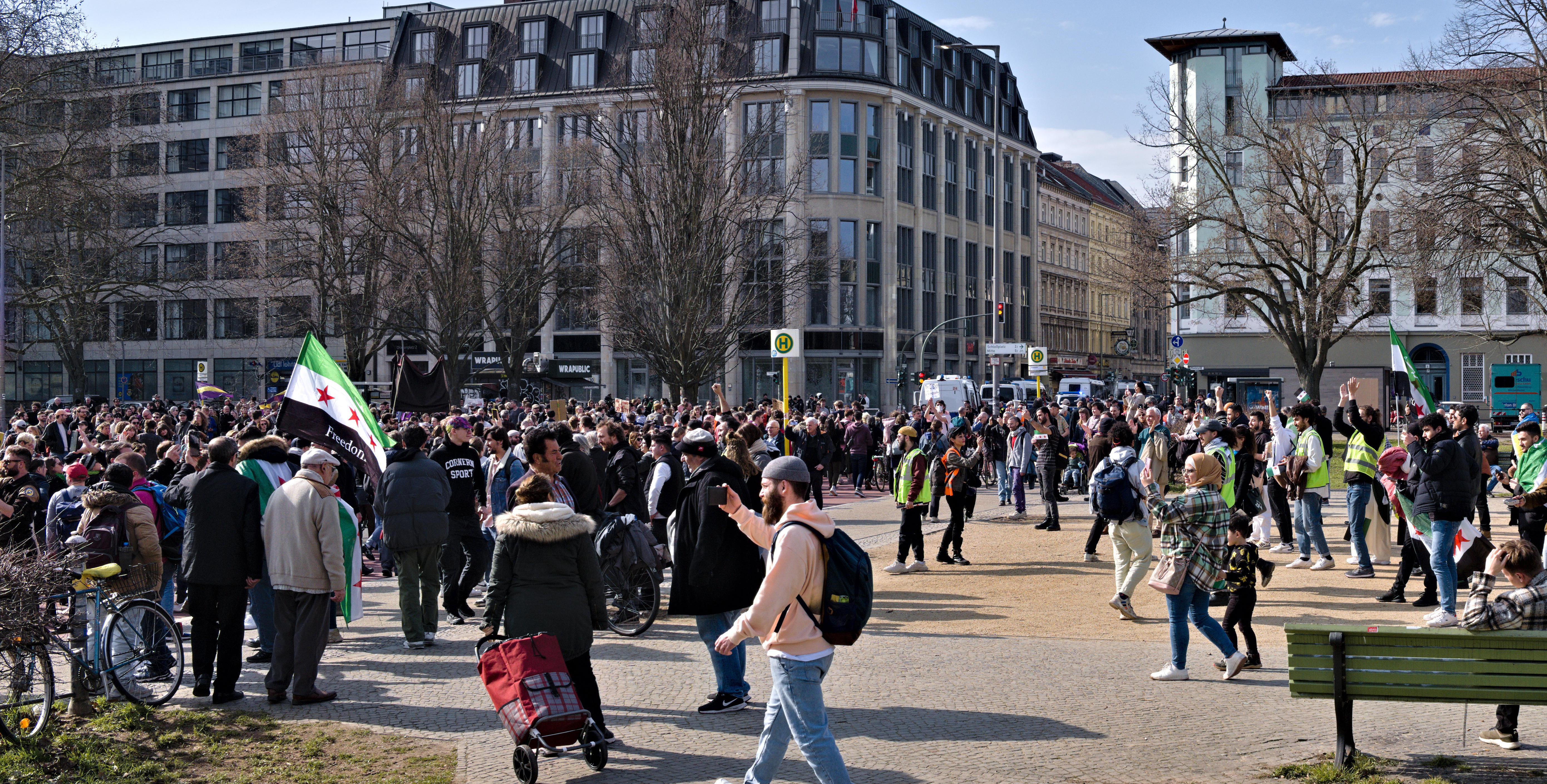
Manifestations anti-Assad à Berlin, le 18 mars 2023.

## Distinctions et décorations

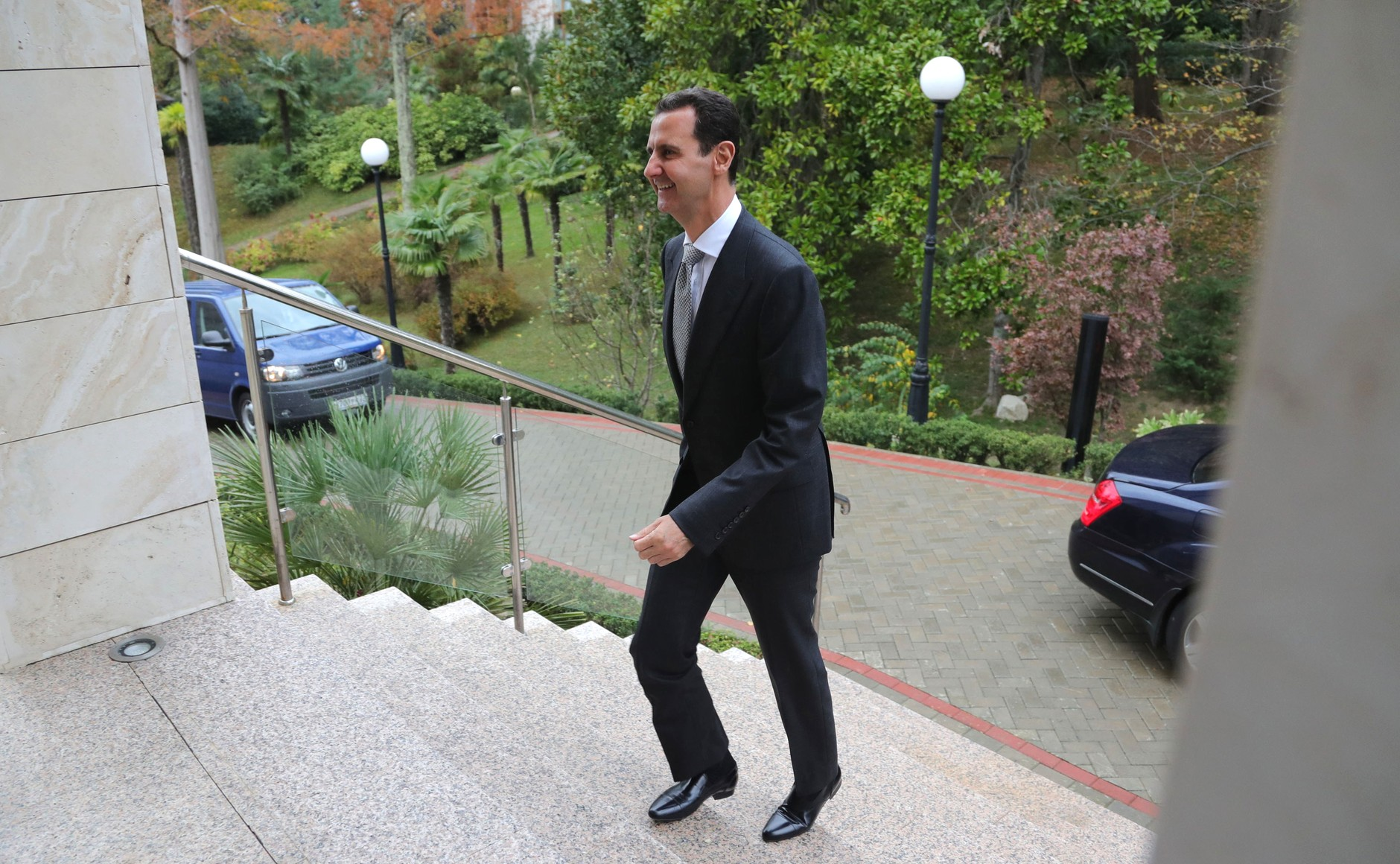
Bashar al-Assad en 2017.

### Décorations syriennes
- Grand maître de l'ordre des Omeyyades.
- Grand maître de l'ordre de la République.
- Grand maître de l'ordre du Mérite civil.
- Grand maître de l'ordre national de dévotion.
- Grand maître de l'ordre de la Fédération.
- Grand maître de l'ordre du courage.

### Décorations étrangères

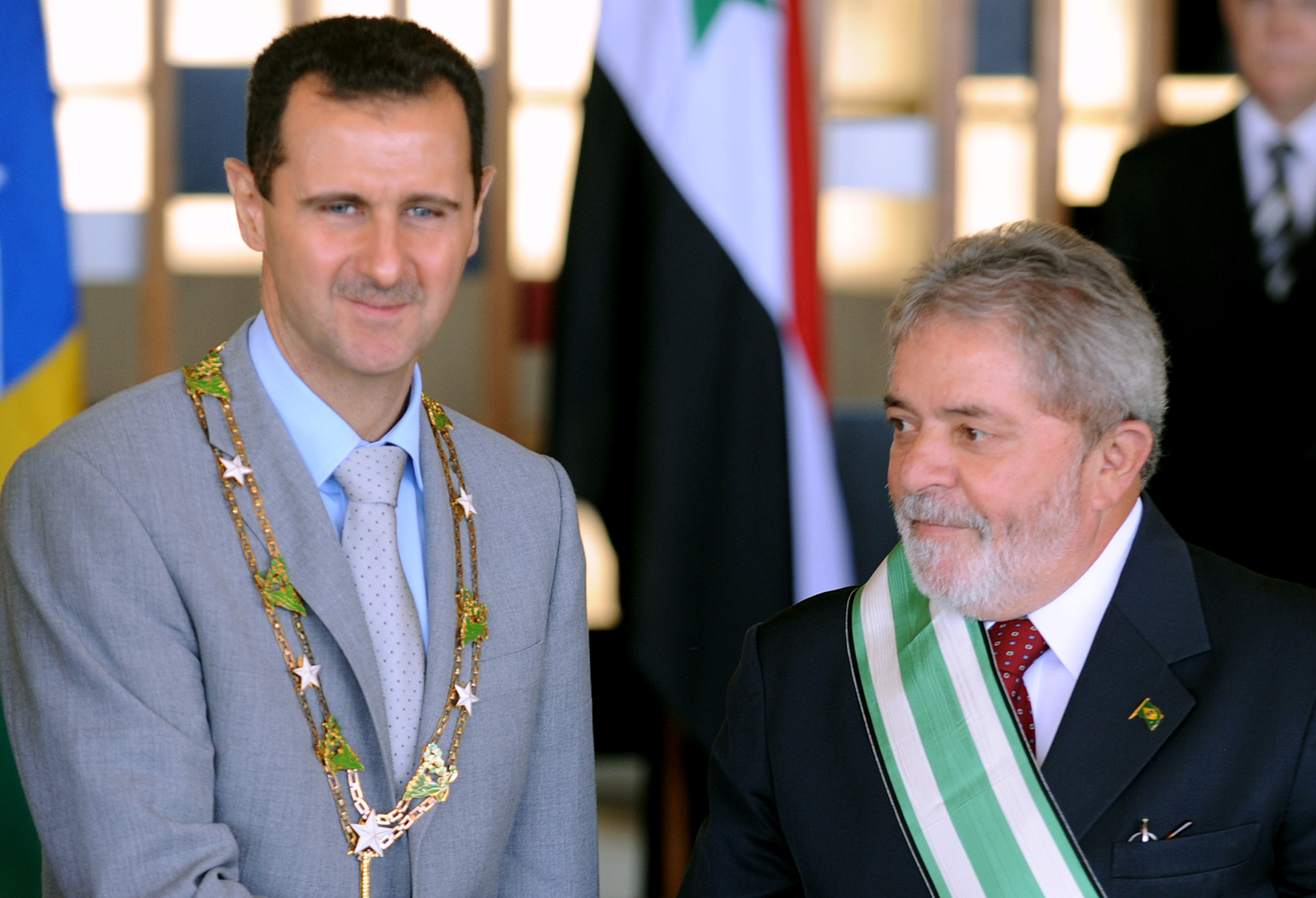
Bachar el-Assad (grand collier de l'ordre national de la Croix du Sud) et Luiz Inácio Lula da Silva au Brésil (2010).

- Grand collier de l'ordre du roi Abdelaziz (Arabie saoudite, 2009).
- Grand collier de l'ordre national de la Croix du Sud (Brésil, 2010).
- Collier de l'ordre de Zayed (Émirats arabes unis, 2008).
- Grand-croix avec collier de l'ordre de la Rose blanche (Finlande, 2009).
- Grand-croix de l'ordre national de la Légion d'honneur (France, 2001)[118]. En 2018, l'Élysée lance une procédure de suppression de la Légion d'honneur à Bachar el-Assad[119]. La présidence syrienne annonce le 19 avril 2018 avoir rendu la Légion d'honneur attribuée par la France à Bachar el-Assad[120].
- Grand cordon de l'ordre de la République islamique iranienne (en) (Iran, 2010).
- Chevalier grand-croix au grand cordon de l'ordre du Mérite de la République italienne (Italie, 2010).
- Chevalier grand-croix de l'ordre royal de François Ier (Italie, 2004).
- Médaille du Mérite de l'ordre sacré militaire constantinien de Saint-Georges (it) (Italie, 2004).
- Grand cordon de l’ordre du Cèdre du Liban (Liban, 2010).
- Médaille de l'ordre de l'Amitié (Russie, 2002).
- Médaille de l'ordre d'Uatsamonga (en) (Ossétie du Sud, 2018).
- Grand cordon de l'ordre du 7-Novembre (Tunisie, 2010).
- Grand collier de l'ordre du Libérateur (Venezuela, 2010)[121].
- Première classe de l'ordre du Prince Iaroslav le Sage (Ukraine, 2002).

## Dans la culture populaire

### Slogans
- Allah, Souriya, Bashar W Bas : signifiant « Dieu, la Syrie, Bachar, rien d'autre », est un slogan nationaliste syrien pro-Assad.
- Allah, Souriya, Houriya W Bas : signifiant « Dieu, la Syrie, la Liberté et rien d'autre » est un slogan de l'opposition à Assad, détournant le slogan précédent[122].

### Chansons

#### Pro-Assad
- Per la Siria ! Per Assad ! : une chanson pro-Assad italienne des groupes de Musique alternative de droite Zetazeroalfa et Fantasmi del Passato en 2017.

#### Anti-Assad
- Yalla Erhal Ya Bashar! (Allez, Bachar, pars !) : chanson de protestation d'Ibrahim Qashoush en 2011[123].

### Meme Internet
- La Malédiction d'Assad : Une prétendue malédiction qui ferait que les critiques du président syrien Bachar el-Assad se retourneraient contre eux ; en particulier de telle manière que ceux qui disent « Assad doit partir » seront évincés du pouvoir tandis qu'el-Assad ne le sera pas.